# Superior (proposta de estado)

Mapa da proposta do Estado Superior. Áreas vermelhas indicam áreas geralmente aceitas na proposta do Superior, enquanto áreas rosas estão presentes em algumas definições.
Áreas admitidas na proposta
Áreas admitidas em algumas propostas
Áreas não admitidas em proposta alguma

A proposta do Estado Superior (ou Estado de Ontonagon) é um possível "51º estado" envolvendo a secessão da Península Superior do Michigan, e possivelmente outras partes do norte de Michigan, e em algumas propostas, alguns dos condados do norte do estado do Wisconsin também. A proposta é estimulada por diversos fatores, incluindo as diferenças culturais, a separação geográfica e a crença de que as capitais de Lansing no Michigan e Madison no Wisconsin, ignoram os problemas sociais da "Região Superior". A mesma área foi referida como um possível estado futuro chamado Sylvania por Thomas Jefferson. Nomeado em referência ao Lago Superior, a ideia ganhou uma atenção séria, embora seja improvável que alguma vez venha a ser concretizada por causa da grande quantidade de financiamento que a área recebe das partes mais baixas do Michigan, e por causa da conclusão da Ponte Mackinac em 1957, que deu à Península Superior uma conexão rodoviária direta com o resto do estado. Vários legisladores proeminentes, incluindo o político local da Península Superior, Dominic Jacobetti, tentaram aprovar tal legislação na década de 1970, mas não obtiveram sucesso.
Se a Península Superior de Michigan tornar-se um estado, o novo estado teria atualmente uma população menor do que a de qualquer outro estado, com seus 320 mil habitantes representando apenas 60% da população de Wyoming (o estado de menor população do país) e menos de 50% da população do Alasca. O estada estaria na 40º posição em relação à área de terra, e seria maior que o estado de Maryland. Sua cidade mais populosa, Marquette, tem uma população menor do que Burlington em Vermont, que é a cidade menos populosa das cinquenta cidades que são as mais populosas de seus respectivos estados.